# 宇都宮朝末
宇都宮 朝末（うつのみや ともすえ）は、安土桃山時代から江戸時代前期にかけての武将。城井朝房の子。

## 生涯
天正16年（1588年）、城井氏の第17代（最後）の当主・城井朝房の子として誕生。所領安堵をめぐる争いで祖父・鎮房と父・朝房は黒田孝高・長政父子に謀殺されたため、身籠っていた朝房の妻・竜子（秋月種実の娘）は英彦山の南の宝珠山に逃れ、朝末を産んだという。
朝末は外祖父の秋月種実に引き取られ、宇都宮姓に復して、後に松平忠昌に仕官し、徳川家康に拝謁して朝末の名を賜った。その際、「そのうち家臣を率いて参陣すれば、関東にて所領を与えよう」と御家再興の手形を与えられ、城井谷の旧臣を集め、大坂冬の陣に再起を懸けた。ところが壊疽となり歩行が困難となってしまったため、参戦できなかった。失意の朝末は旧臣を頼り隠棲し、ほどなく病死した。このことから正確な没年は不明ながら、慶長19年（1614年）以後に没したと推定できる。享年は27以降と思われる。
子の春房（ほぼ信房、信隆、春房、種房の順に改名した）は、再興運動を引き継ぎ、父祖の地の城井谷を数度訪れ旧臣と交流した。そして、春房の子、信隆（高房）が越前松平家福井藩に召抱えられ、禄高500石（のちに650石）の微禄であったが子孫は同家に仕え明治維新を迎えた。